# John Andersson (syndikalist)

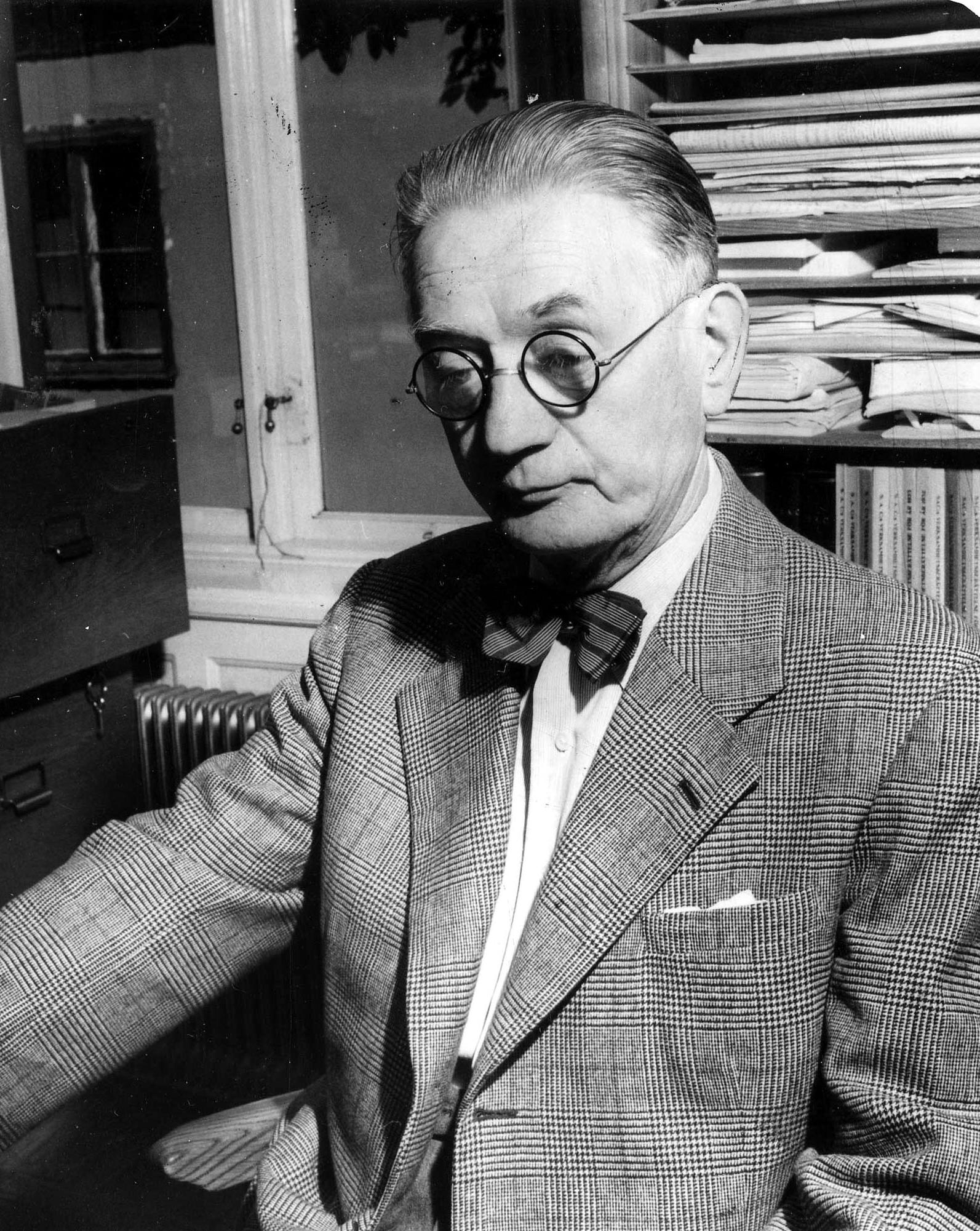
John Andersson på SACs expedition 1953

John Adolf Andersson, född 15 november 1886 i Masthugget, Göteborg, död 9 december 1967, var en svensk syndikalist och agitator.

## Biografi
Uppväxt i ett fattigt hem började han i tidig ålder att lönearbeta, och blev som murarhantlangare år 1900 medlem i Mureriarbetsmännens fackförening. Samtidigt anslöt han sig också till nykterhetsorden Verdandi (NOV), genom vilken kontakt knöts med ungsocialisterna, där han blev medlem i dess Hagaklubb 1901. Genom klubbarbetet mötte han dåvarande medlemmen i Olskroksklubben, Laura Lundgren (1885-1966), och de gifte sig 1907.
Efter Sveriges Arbetares Centralorganisation, SACs,  bildande 1910 blev John Andersson en av dess resande agitatorer tillika ledamot av dess centralkommitté 1910-1917. Bland andra turnerade han med Hilma Hofstedt. 1917 valdes han till expeditör för tidningen Syndikalisten, tidningen Arbetarens föregångare, och när Arbetaren startade som dagstidning 1922 utsågs han till ekonomichef i denna.
Vid SAC:s ordinarie kongress 1929 fick han ett tillfälligt förordnande som SACs sekreterare och erhöll formellt denna befattning efter kongressen genom medlemsomröstning.
Parallellt med detta uppdrag valdes han 1938 till Internationella Arbetareassociationens (IAA) generalsekreterare och IAA:s sekretariat flyttade därmed till Stockholm. Då IAAs sekretariat 1953 flyttades vidare till Paris ombads han följa med och fortsätta uppdraget, men med uppnådd ålder av 67 år valde han i stället att lämna både detta såväl som sekreteraruppdraget för SAC.
John Anderssons memoarer utkom 1961 under titeln Rebell i klassamhälle och välfärdsstat.